# Hans Uszkoreit

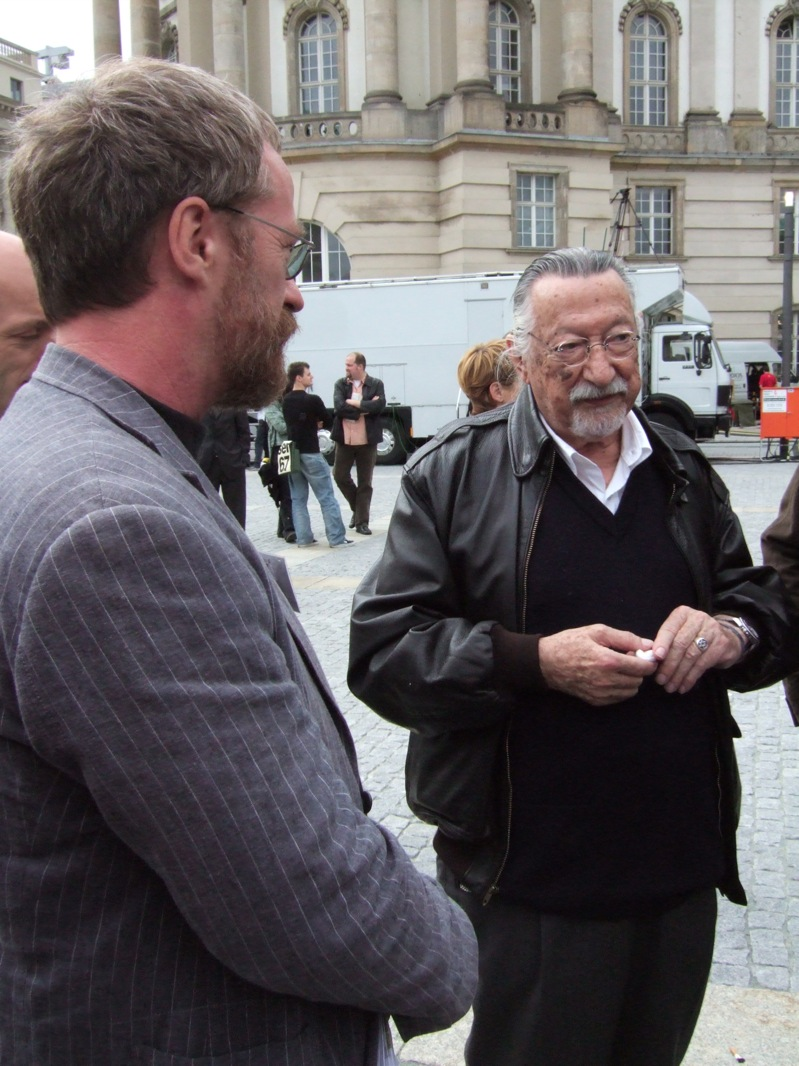
Hans Uszkoreit (links) mit Joseph Weizenbaum (2006)

Hans Uszkoreit (* 23. Januar 1950 in Rostock) ist ein deutscher Informatiker. Seine Arbeits- und Forschungsschwerpunkte sind Computerlinguistik und Künstliche Intelligenz. Er lehrte bzw. lehrt an der Stanford University, der Universität Stuttgart, der Universität des Saarlandes und der Technischen Universität Berlin.

## Leben
Geboren 1950 in Rostock, wuchs Hans Uszkoreit in der DDR auf. Als oppositioneller Jugendlicher kam er wegen subversiver Agitation in Haft. Er floh nach West-Berlin und war dort Mitgründer des Stadtmagazins Zitty. Er studierte Linguistik und Informatik an der Technischen Universität Berlin und mit einem Fulbright-Stipendium an der University of Texas at Austin. 1984 schloss er sein Studium in den USA mit einem Ph.D. in Linguistik ab.
Von 1982 bis 1986 arbeitete Uszkoreit als Informatiker am Artificial Intelligence Center des Stanford Research Institute in Menlo Park, Kalifornien; in dieser Zeit forschte er auch an der Stanford University. 1986 absolvierte er eine sechsmonatige IBM Research Fellowship bei IBM Deutschland in Stuttgart, wo er anschließend als Projektleiter arbeitete und an der Universität Stuttgart lehrte.
1988 wurde Uszkoreit an den neugeschaffenen Lehrstuhl für Computerlinguistik der Universität des Saarlandes in Saarbrücken berufen. 1989 wurde er Leiter der neuen Language Technology Division am DFKI. 1997 wurde er wissenschaftlicher Direktor am DFKI, 2010 Standortkoordinator des DFKI in Berlin.
Hans Uszkoreit ist mit Feiyu Xu (* 1969) verheiratet, die in den 1990er Jahren in Saarbrücken Computerlinguistik studierte, 2007 promovierte und 2017 habilitierte. Von 2017 bis 2020 forschte das Ehepaar gemeinsam in China, Xu bei Lenovo, Uszkoreit untersuchte die Möglichkeiten deutsch-chinesischer Kooperation. Der Sohn Jakob Uszkoreit  (sein Sohn aus erster Ehe mit der Soziologin Monika (Swanni) Uszkoreit) ist ebenfalls Computerlinguist und legte die Grundlagen für den Erfolg der Sprachmodelle (Computerprogramme, die natürliche Sprache verstehen und erzeugen).

## Werk
Hans Uszkoreit leitet den Bereich Sprachtechnologie am DFKI. Sein Labor hat Forschungen in den Bereichen Informationsextraktion, sprachübergreifendes Information Retrieval (IR), Fragebeantwortung, Parsing, maschinelle Übersetzung und tiefe Sprachverarbeitung durchgeführt. Uszkoreits Forschung ist in mehr als 200 internationalen Publikationen dokumentiert.
Uszkoreit hat zusammen mit Kollegen in Stanford und Tokyo das internationale Konsortium DELPH-IN für tiefgreifende Sprachverarbeitung mitinitiiert. Er ist in zahlreichen Redaktions- und Beratungsgremien tätig. Er war Mitglied der Programmkomitees vieler internationaler Konferenzen wie SIGIR, ACL, COLING, RANLP, NLP-KE, LREC, HLT, ANLP und war Vorsitzender mehrerer dieser Komitees.
Uszkoreit hat die Entwicklung von Systemen und Ressourcen, die in der Forschungsgemeinschaft weit verbreitet sind, mitgestaltet und/oder geleitet. Er leitete mehrere der bekanntesten europäischen MT-Projekte wie EuroMatrix, EuroMatrixPlus und QTLaunchPad. Von 2010 bis 2015 koordinierte Uszkoreit das Europäische Exzellenznetzwerk für die mehrsprachige Informationsgesellschaft META-NET mit 60 Forschungszentren in 34 Ländern und META, die Multilingual Europe Technology Alliance, mit 289 Mitgliedsorganisationen in 43 Ländern.
Zwischen 2000 und 2016 hat Uszkoreit mehrere Technologie-Startup-Unternehmen mitgegründet und beraten. Er war auch in Beiräten und Aufsichtsräten anderer Technologieunternehmen tätig.

## Auszeichnungen und Mitgliedschaften (Auswahl)
- Seit 2000: Lifetime Member of the International Committee of Computational Linguistics[2]
- 2012: Google Faculty Research Award[2]
- 2013: Google Focused Research Award (mit Feiyu Xu und Roberto Navigli)[2]